# 野本時員
野本 時員（のもと ときかず）は、平安時代後期から鎌倉時代前期にかけての武士・御家人。

## 生涯
『尊卑分脈』によると、下河辺左衛門尉政義の子で、野本氏の家祖とされる野本基員の養子であると記載されており、その最終位階は従五位下であったとされる。母は河越重頼の娘。
『吾妻鏡』によると六波羅探題南方在職中の北条時盛の内挙により能登守に就任したり、摂津国の守護（1224年 - 1230年）にも就任したと記録されている。

## 系譜
- 父：下河辺政義
- 母：河越重頼の娘
- 養父：野本基員（1140-1232）
- 室：不詳
  - 男子：野本時秀
  - 男子：野本行時
  - 男子：野本時成
  - 男子：野本貞頼